# 乌龙泉东站
乌龙泉东站是京广高速铁路上的一座铁路车站，位于湖北省武汉市江夏区乌龙泉街道境内，2009年随武广客运专线（现已并入京广高速铁路）的开通而投用，由武汉车站管辖。该站为越行站，不办理客货运业务。

## 简介
车站站场呈南北走向，共有4股道（其中正线2股），站房设于线左，有短站台1座，无客货运设施。